# Худ, Самуэль
Сэмюэл Худ, 1-й виконт Худ (англ. Samuel Hood, 1st Viscount Hood) (12 декабря 1724 — 27 января 1816) — британский адмирал, участник войны за независимость США и Французских революционных войн.

## Биография
Сэмюэль Худ из Уайтли родился в семье викария Сэмуэля Худа из Сомерсета и его жены Мэри Хоскинс, дочери эсквайра из Дорсета. Он поступил в Королевский флот в 1741 году и служил на корабле HMS Ladlow под командованием капитана Джорджа Родни, и в 1746 году был произведен в чин лейтенанта.
Во время войны за австрийское наследство Худ служил в Северном море.
В 1754 году Сэмуэль Худ получил под командование шлюп HMS Jamaica, командуя которым он крейсировал в североамериканских водах. Спустя два года, в июле 1756 года, Худ был назначен командиром шлюпа HMS Lively.
После начала Семилетней войны Худ был произведен в чин капитана и был назначен командиром 70-пушечного корабля HMS Grafton, а в 1757 году был назначен временным командиром 50-пушечного HMS Antelope, командуя которым он атаковал французский фрегат в заливе Одьерн и захватил два французских приватира.
В 1759 году, командуя 32-пушечным фрегатом HMS Vestal, Худ захватил после кровопролитного боя 32-пушечный французский фрегат Bellona. Затем он служил в Канале, участвовал в атаке брандеров на рейд Гавра, где уничтожил французские транспорты, предназначенные для высадки десанта в Англии.
После заключения мира Худ был назначен в 1767 году командующим эскадрой в североамериканских водах, а в октябре 1770 года вернулся на родину.
В 1778 году, после службы в Северной Америке, он стал комиссаром верфи в Портсмуте и начальником Королевской военно-морской академии. В том же году во время посещения Портсмута королём Георгом III Сэмуэлю Худу был пожалован титул баронета.
В это время разгорелась война с мятежными американскими колониями и с поддерживающей их Францией. Война была крайне непопулярна, а Адмиралтейству требовались надёжные офицеры, поэтому 26 сентября 1780 года сэр Сэмюэль Худ был произведен в чин контр-адмирала синей эскадры и назначен младшим флагманом в Вест-Индию при вице-адмирале Джордже Родни.
В североамериканской войне дважды разбил французского вице-адмирала де Грасса, при островах Сент-Кристофер и Гваделупа (1782), захватив затем 4 французских корабля. 25 сентября 1787 года лорд Худ был произведен в чин вице-адмирала синей эскадры, а 1 февраля 1793 года — в чин вице-адмирала красной эскадры. 
Во время русско-английского политического кризиса весной 1791 года снаряжал эскадру (36 линейных кораблей и 26 прочих кораблей) для действий на Балтийском море против русского флота, но тогда до войны дело не дошло.
В ходе Французских революционных войн Худ, будучи главнокомандующим на Средиземном море, в 1793 году оккупировал сданный роялистами Тулон, а в 1794 году завоевал Корсику. 12 февраля 1799 года лорд Худ был произведен в чин адмирала белой эскадры. 9 ноября 1805 года виконт Худ был произведен в чин адмирала красной эскадры.
Два из трех британских кораблей, носивших имя HMS Hood, названы в честь него.

## Образ в кино
- «Наполеон» (немой, Франция, 1927) — актёр В. Перси Дэй